# Округ Виндзор (Вермонт)
Виндзор (енгл. Windsor County) је округ у америчкој савезној држави Вермонт.

## Демографија
По попису из 2010. године број становника је 56.670, што је 748 (-1,3%) становника мање него 2000. године.
| Група             | 2000.          | 2010.          |
| Белци             | 55.764 (97,1%) | 54.093 (95,5%) |
| Афроамериканци    | 191 (0,3%)     | 327 (0,6%)     |
| Азијати           | 362 (0,6%)     | 529 (0,9%)     |
| Хиспаноамериканци | 468 (0,8%)     | 696 (1,2%)     |
| Укупно            | 57.418         | 56.670         |